# Live at the Royal Albert Hall (Emerson, Lake & Palmer)
Live at the Royal Albert Hall è il quarto album dal vivo del gruppo musicale britannico Emerson, Lake & Palmer, pubblicato nel 1992 in Giappone e nel 1993 in Europa e America.

## Storia
L'album fu registrato il 3 ottobre 1992 alla Royal Albert Hall di Londra, durante la tournée legata all'album Black Moon e contiene tre brani tratti da quest'ultimo, più vari classici del trio. È il primo disco ufficiale di ELP a includere i brani America e Rondo che Keith Emerson originariamente aveva inciso con The Nice nel 1968. I tre eseguirono Rondo fin dai primi concerti, come ad esempio al festival dell'Isola di Wight nel luglio 1970, mentre America fu recuperato solo in occasione di questo tour.

## Tracce
1. Karn Evil 9 – 1st Impression, Part 2 – 1:45 (Keith Emerson, Greg Lake)
2. Tarkus (Medley) – 9:33
3. Knife Edge – 5:27 (Leoš Janáček, Dik Fraser, Lake)
4. Paper Blood – 4:10 (Emerson, Lake)
5. Romeo & Juliet (strumentale) – 3:41 (musica: Sergej Sergeevič Prokof'ev, arr. Emerson, Lake & Palmer)
6. Creole Dance (strumentale) – 3:17 (musica: Alberto Ginastera)
7. Still... You Turn Me On – 3:18 (Lake)
8. Lucky Man – 4:38 (Lake)
9. Black Moon – 6:33 (Emerson, Lake, Carl Palmer)
10. Pirates – 13:23 (Emerson, Lake, Peter Sinfield)
11. Finale (Medley, strumentale) – 14:41

## Formazione
- Keith Emerson - tastiera
- Greg Lake - basso, chitarra, voce
- Carl Palmer - batteria